# Tina Ellertson
Christina Jo Ellertson (* 20. Mai 1982 in Vancouver, Washington als Christina Jo Frimpong) ist eine ehemalige US-amerikanische Fußballspielerin.

## Karriere

### Verein
Ellertson begann ihre Karriere beim W-League-Teilnehmer Seattle Sounders Women. Zur Premierensaison der neugegründeten WPS wechselte sie im Jahr 2009 zur Franchise der Saint Louis Athletica. Nach dem Rückzug Saint Louis’ aus der WPS im Mai 2010 wechselte Ellertson wie ihre Teamkolleginnen Hope Solo und Eniola Aluko zum Ligarivalen Atlanta Beat. Nach wenigen Monaten in Atlanta schloss sie sich der neugegründeten Franchise magicJack an.
Anfang 2013 wurde sie beim sogenannten Supplemental-Draft zur Premierensaison der neugegründeten NWSL von der Franchise des Portland Thorns FC verpflichtet. Nachdem sie zu Saisonbeginn noch bekanntgegeben hatte, aus familiären Gründen nicht zur Verfügung zu stehen, gab sie am 7. August 2013 ihr Ligadebüt und errang am Saisonende den Meistertitel. Vor der Saison 2014 erklärte sie ihr Karriereende.

### Nationalmannschaft
Ellertson debütierte im Jahr 2005 im US-Nationalteam und nahm mit diesem unter anderem an der Fußball-Weltmeisterschaft 2007 teil, wo sie in zwei Spielen zum Einsatz kam.

## Erfolge
- 2013: NWSL-Meisterschaft (Portland Thorns FC)